# Effaroucheur d'oiseaux
Les effaroucheurs d'oiseaux sont des dispositifs utilisés par les humains pour repousser les oiseaux.
Il s'agit notamment de dispositifs utilisés par les cultivateurs pour effrayer les oiseaux et les dissuader de manger les graines qu'ils viennent de semer.
Ils sont également utilisés sur les terrains d'aviation pour limiter la présence d'oiseaux près des pistes et le risque de collision avec les aéronefs.

## Effaroucheurs visuels

### Épouvantail

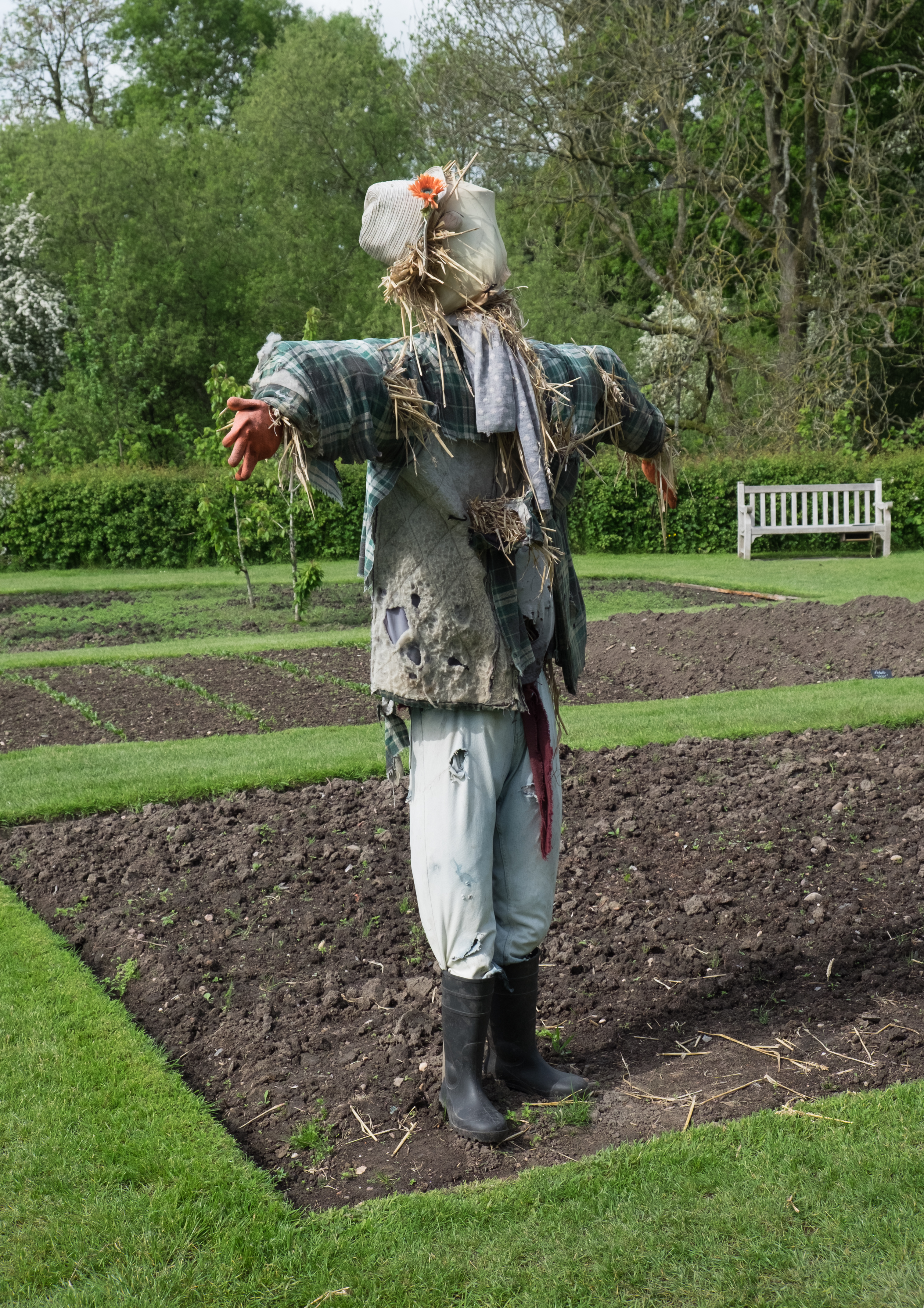
Épouvantail

Un des plus anciens dispositifs d'effarouchement des oiseaux est l'épouvantail, qui prend une forme humanoïde. L'idée de l'épouvantail a été reprise et modifiée, et tous les dispositifs visuels d'effarouchement ne ressemblent pas à des hommes (hiboux factices, par exemple).

### Oiseaux morts
L'utilisation d'oiseaux morts, réels ou factices, permet de signaler un danger aux autres oiseaux. Les oiseaux commencent souvent par s'approcher du cadavre, puis ils s'en vont lorsqu'ils constatent la position anormale de l'animal. Cette technique a souvent été utilisée pour tenter d'éloigner les goélands des aéroports.

### Ballons

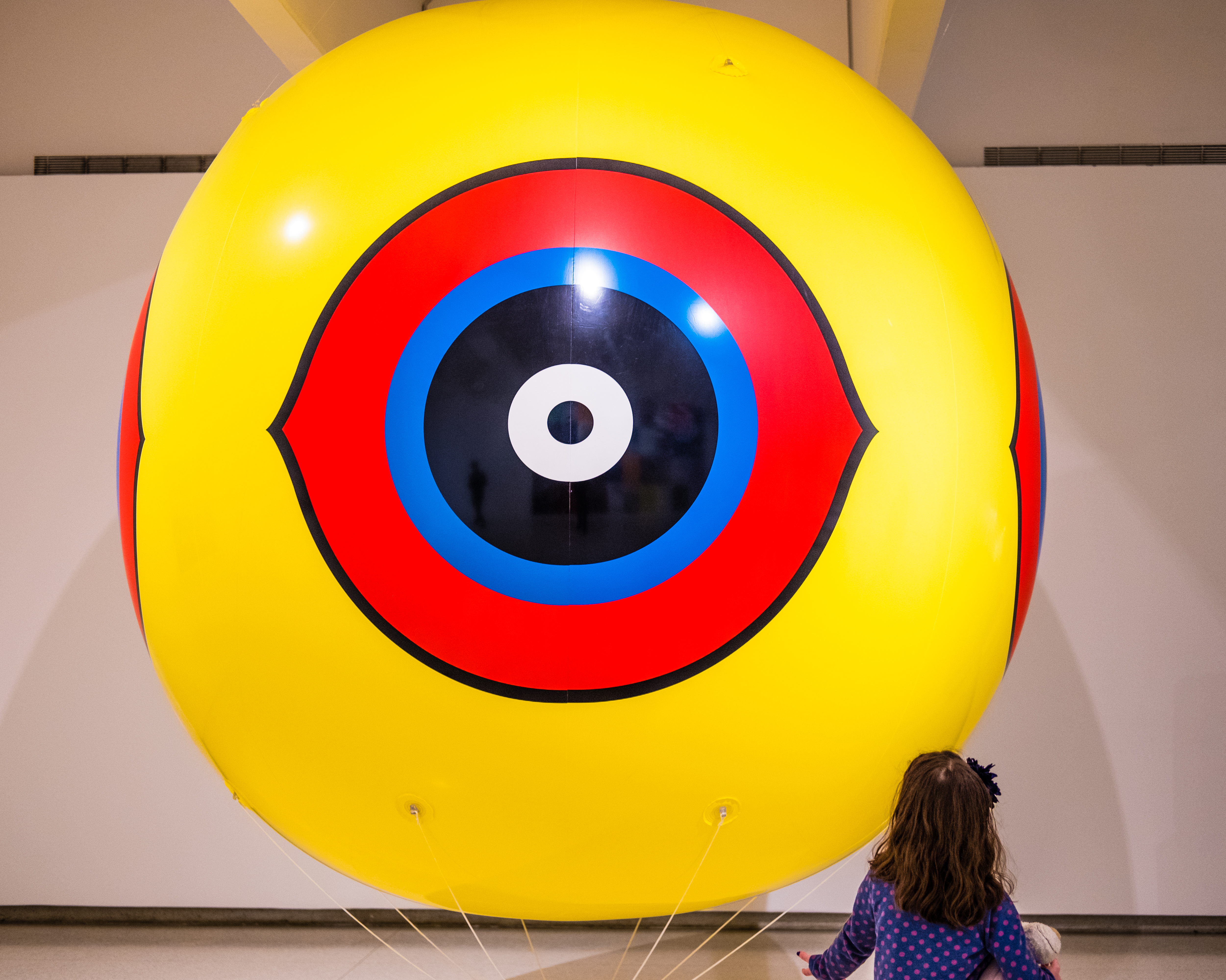
Un ballon anti-oiseaux effrayant créé par Raven Chacon, Cristóbal Martínez et Kade Twist, membres de Postcommodity, 2015, Art Institute of Chicago.

Les ballons sont un moyen de dissuasion bon marché. L'ajout de dessins d'yeux sur les ballons accroît l'efficacité de la méthode. Des ballons aux yeux effrayants sont en vente dans le commerce, avec des yeux holographiques qui semblent suivre les oiseaux. L'efficacité de long terme de cette méthode peut être augmentée en changeant périodiquement les dispositifs d'effarouchement de place.
Au Royaume-Uni, l'utilisation de ballons est soumise à l'accord de l'autorité de l'aviation civile, en particulier à proximité des terrains d'aviation.

## Effaroucheurs sonores
Les effaroucheurs sonores utilisent des stimuli auditifs qui dérangent les oiseaux. Toutefois, une fois que les oiseaux se rendent compte qu'ils ne représentent aucune menace réelle, ils peuvent facilement s'habituer à ces sons.

### Canons à propane

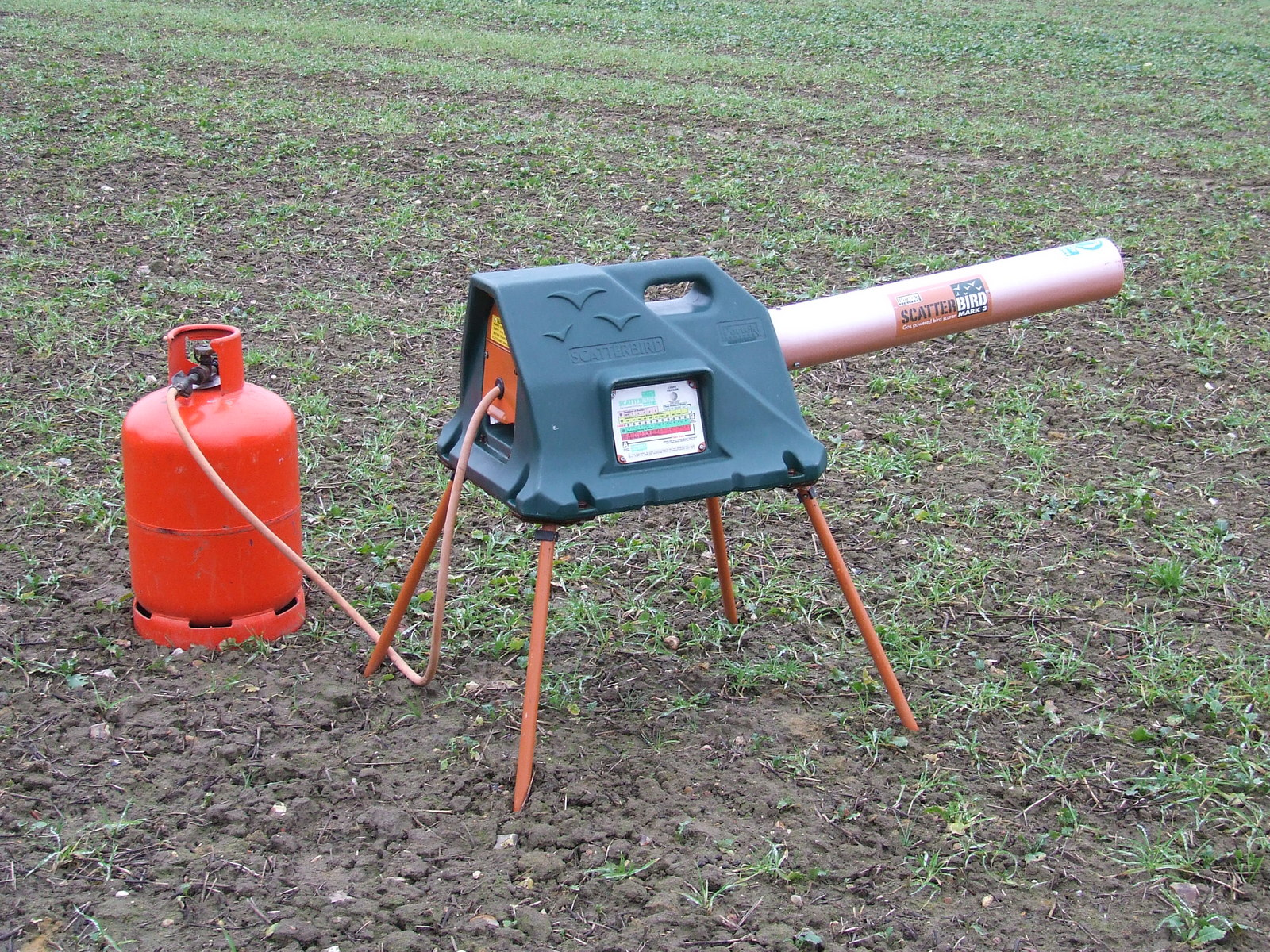
Canon à propane.

Les canons effaroucheurs d'oiseaux sont des matériels utilisés pour empêcher certains oiseaux de picorer les graines durant leur période de germination. Les nuisances sonores émises par ces appareils sont réglementées par les dispositions du code de la santé publique, et notamment les articles R. 1334-33 et R. 1334-34, qui prévoient des valeurs d'émergence pour les bruits liés à une activité professionnelle. Les préfets et les maires peuvent prendre des dispositions complémentaires à la réglementation de portée nationale et de nombreux arrêtés préfectoraux ont instauré des horaires d'utilisation, ainsi que des distances d'éloignement par rapport aux habitations des tiers, de ces dispositifs destinés à protéger les cultures.
L’effaroucheur sonore a une efficacité limitée : les oiseaux s'y habituent, et au bout de quelque temps, il n'a plus d'effet sur les eux. Il constitue une nuisance pour les riverains,. Un canon dont les détonations sont trop rapprochées n'aura aucune efficacité ; pour limiter l'accoutumance des oiseaux, un canon (ou l'ensemble des canons sur une zone) doit détoner au plus quatre fois par heure. L'INRA préconise un maximum de quatre détonations par heure. Pour améliorer la tolérance des nuisances, il est déconseillé d'utiliser des canons à propane le dimanche et de les orienter vers les habitations, et il est recommandé d'utiliser des déflecteurs acoustiques (par exemple, des bottes de paille) pour concentrer le son sur le champ visé et réduire la gêne pour le voisinage.
Les canons à gaz ont un impact sur la biodiversité, en dissuadant de nombreuses espèces de nicher dans un rayon de plusieurs centaines de mètres, même si les habitats sont très favorables.

### Haut-parleurs
L'enregistrement de cris d'alarme a été utilisé comme effaroucheur d'oiseau, en ne gardant que les signaux de détresse, pour éloigner certains groupes d'oiseaux des pistes d'aérodromes ou d'espaces verts urbains.

### Klopotec
Un klopotec (slovène), ou Klapotetz (allemand), est un dispositif mécanique en bois placé sur un mât en bois, une sorte de crécelle animée par le vent qui ressemble à une éolienne ou à un petit moulin à vent. Il est utilisé comme effaroucheur d'oiseaux dans les vignobles des régions de viticulture traditionnelle de Slovénie, d'Autriche et de Croatie.

### Shishi-odoshi
Le terme shishi-odoshi (鹿威し, littéralement « effrayer les cerfs ») désigne les dispositifs japonais conçus pour effrayer les oiseaux et les bêtes nuisibles à l'agriculture, tels que les kakashi (épouvantail), les naruko (clapets) et les sōzu. Dans un sens plus étroit, il est synonyme de sōzu, un culbuteur en bambou dont la chute provoquée par un filet d'eau fait un bruit sec.

## Autres

### Chiens
Le contrôle des oiseaux et d'autres animaux sauvages comme les cervidés par le harcèlement par des border collies entraînés est utilisé sur des aérodromes, des terrains de golf et des terres agricoles.

### Oiseaux de proie

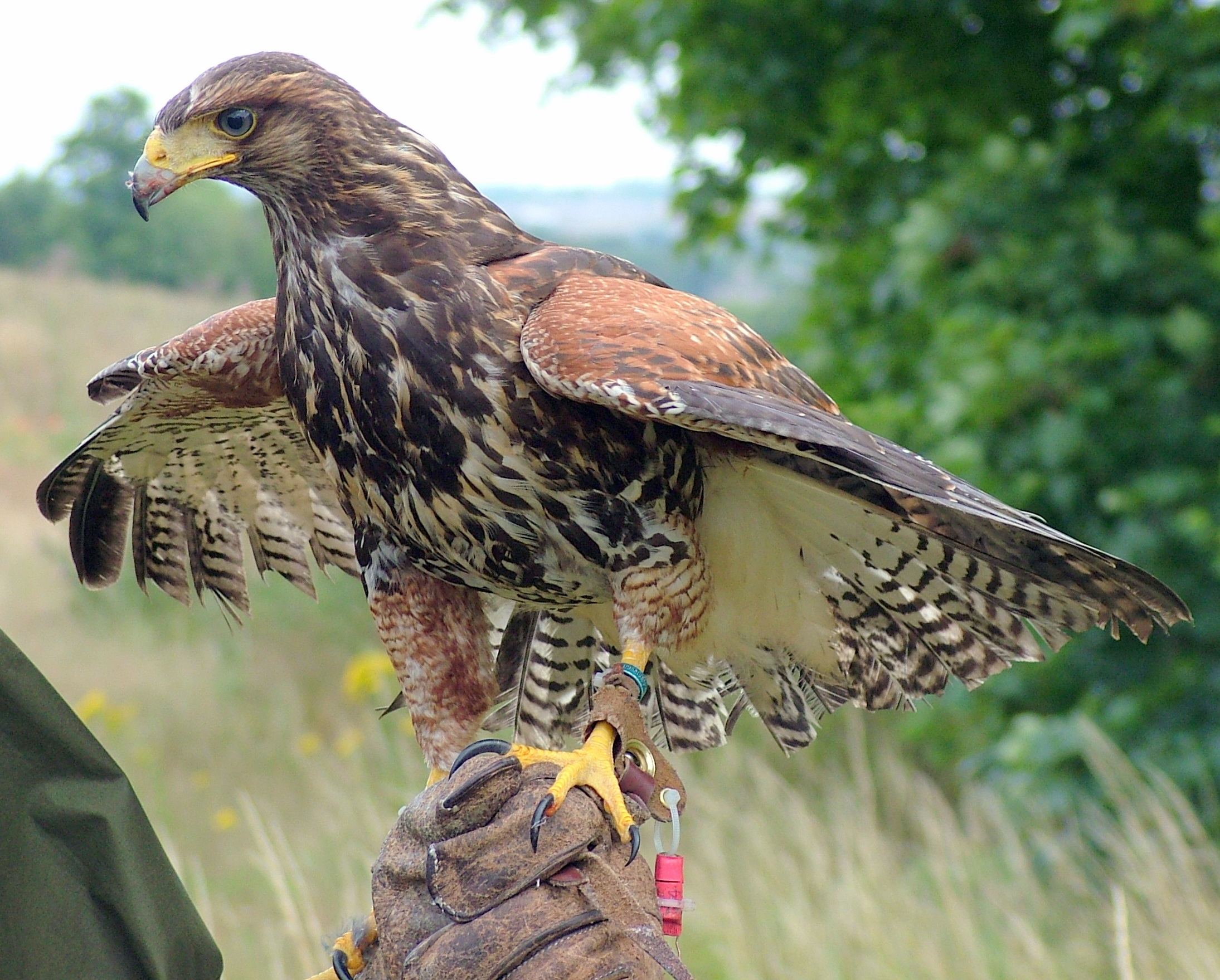
Buse de Harris

Utiliser des oiseaux de proie comme un outil naturel de dissuasion des oiseaux est devenue un moyen recommandé de contrôle des infestations d'oiseaux. Des espèces spécialement sélectionnées sont entraînées à travailler dans des environnements non naturels qui comportent des distractions et des dangers qu'ils ne rencontreraient pas normalement.
Le succès de cette méthode de contrôle des oiseaux est fondé sur le fait que de nombreux oiseaux ont une crainte naturelle des faucons et des buses comme prédateurs, et leur présence dans une zone encourage donc les espèces problématiques à se disperser.

### Aéronefs radiocommandés
Des avions radiocommandés ont été utilisés pour effrayer et harceler les oiseaux nuisibles depuis le début des années 1980, principalement au-dessus des terrains d'aviation, mais aussi sur les zones agricoles, de pêche ou de décharge. Cette méthode est très efficace, et les oiseaux s'habituent plus lentement à un traitement où ils sont activement harcelés. Par exemple, des avions radiocommandés en balsa sont utilisés à la Whiteman Air Force Base, Missouri.

### Feux d'artifice
Les feux d'artifice peuvent aussi être utilisés comme effaroucheurs d'oiseaux, et certaines collectivités délivrent des licences spéciales pour les artifices agricoles. Cette pratique a été dénoncée comme une lacune dans la réglementation des feux d'artifice. Là encore, les fortes détonations peuvent aussi irriter les personnes vivant dans des propriétés proches.

### Effaroucheurs combinés
Des dispositifs de dissuasion peuvent être combinés, comme un épouvantail jaillissant combiné à un canon à propane, qui active à son tour le cri de détresse d'un oiseau. Ces effaroucheurs combinés sont souvent pilotés par ordinateur et synchronisés par liaison radio sur une zone. Cette synchronisation est plus efficace si un système de détection est utilisé, comme un radar de détection des oiseaux.